# Open Broadcaster Software
Open Broadcaster Software (OBS) — свободная программа с открытым исходным кодом для записи видео и потокового вещания, разрабатываемая проектом OBS и сообществом независимых разработчиков.

## Особенности
OBS является свободным и открытым набором программ для записи видео и потокового вещания. Будучи написанной на C и C++, OBS предоставляет возможность перехвата с устройств и источников в реальном времени, композицию сцен, декодировку, запись и вещание. Например, OBS вместе с IP-камерой может использоваться для видеонаблюдения. Передача данных осуществляется в основном через протокол Real Time Messaging Protocol (RTMP), и данные могут быть переданы в любой источник, поддерживающий RTMP — в программе имеются готовые предустановки для прямой трансляции на YouTube, Twitch.tv, Instagram и другие проекты.
OBS может использовать свободную библиотеку x264 (H264), Intel Quick Sync Video (QSV), Nvidia NVENC H.264 (new) и AMD Video Coding Engine для кодирования видеопотоков в форматы H.264/MPEG-4 AVC и H.265/HEVC. Аудио может быть кодировано с использованием кодеков MP3 или AAC. Продвинутые пользователи могут выбрать любые контейнеры и кодеки, доступные в libavcodec / libavformat, а также вывод потока через ffmpeg на URL.

## Пользовательский интерфейс
Пользовательский интерфейс разделён на пять секций: сцены, источники, аудиомикшер, переходы между сценами и панель управления записью. Сцены представляют собой группу потоков вроде транслирующегося или готового видео, текста и аудио. Панель микшера позволяет пользователю управлять уровнями звука, заглушать звук и накладывать эффекты при нажатии на шестерёнку рядом с кнопкой заглушения звука. В панели управления находятся кнопки начала/остановки записи или вещания, а также кнопка переключения OBS в профессиональный студийный режим (см. ниже), кнопка открытия меню настроек и закрытия программы. В верхней секции находится предпросмотр вещания для наблюдения и редактирования текущей сцены. Пользовательский интерфейс можно переключить на тёмную или светлую тему в зависимости от предпочтений.
В студийном режиме есть два окна предпросмотра сцены; левое предназначено для редактирования и предпросмотра неактивных сцен, правое - для предпросмотра активной сцены. В центре находится кнопка, позволяющая переключить активную сцену на сцену в левом окне.
В Интернете имеется несколько простых руководств к Open Broadcaster Software (на английском языке).

## История
Open Broadcaster Software начинался как небольшой проект, созданный Хью Джимом Бейли (англ. Hugh «Jim» Bailey), но стал быстро развиваться с помощью большого вклада энтузиастов, широко распространяющих программу и работающих для её улучшения. В 2014 году началась разработка переписанной с нуля версии, названной OBS Multiplatform (позднее переименованной в OBS Studio) для поддержки кроссплатформенности, более продвинутой функциональности и API. Начиная с версии OBS Studio v18.0.1, OBS Classic более не поддерживается, однако всё ещё доступна для загрузки.

## Плагины
Open Broadcaster Software поддерживает широкую гамму плагинов для расширения функциональности программы. Они загружаются как DLL-файлы с нативным кодом, однако доступен враппер, который добавил поддержку плагинов, написанных с .NET Framework.